# Jüdischer Friedhof (Liblar)

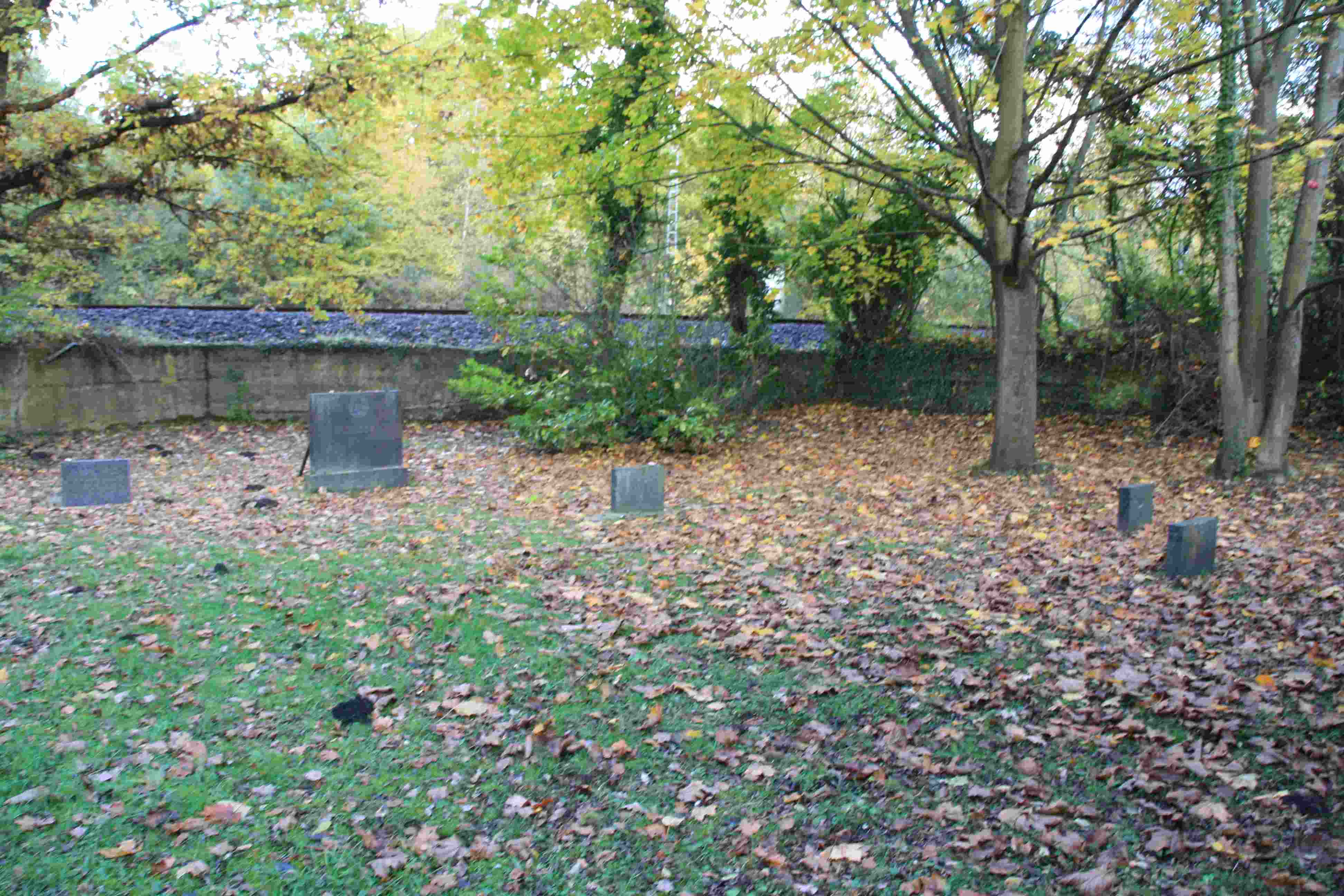
Teilansicht

Der Jüdische Friedhof Liblar liegt im Stadtteil Liblar von Erftstadt im Rhein-Erft-Kreis (Nordrhein-Westfalen). Wie alle jüdischen Friedhöfe im Stadtgebiet der Stadt Erftstadt befindet sich der Friedhof im Eigentum der Synagogen-Gemeinde Köln, die Pflege der Friedhöfe obliegt der Stadt Erftstadt.
Belegt wurde der jüdische Friedhof von 1877 bis 1940. Heute sind noch fünf Grabsteine (Mazewot) und ein Gedenkstein aufgestellt. In der Zeit des Nationalsozialismus wurde der Friedhof komplett zerstört und die Grabsteine wurden in die Grube Liblar des Brikettwerkes geworfen. 1961 wurde der Friedhof mit fünf neuen Grabsteinen bestückt.
Der Friedhof liegt in einem Wald direkt an einer Bahnlinie, der Eifelstrecke  nahe dem Bahnhof Erftstadt. Er ist umzäunt, jedoch ist das Tor unverschlossen. Der Friedhof wurde am 29. Dezember 1988 unter der Nr. 108 in die Denkmalliste der Stadt Erftstadt eingetragen.